# 57-я улица (Манхэттен)
57-я улица — одна из самых оживлённых улиц на Манхэттене в Нью-Йорке (США). Улица с двусторонним движением, проходит с востока на запад через Мидтаун, от дока Департамента ассенизации на реке Гудзон на Вест-Сайд-Хайвей до маленького парка с видом на Ист-Ривер, разбитого на платформе над магистралью ФДР. Между Пятой и Восьмой авеню улица проходит в двух кварталах южнее Центрального парка. 57-я улица знаменита престижными художественными галереями, ресторанами и дорогими магазинами.

## История
Улица спроектирована по Генеральному плану Манхэттена 1811 года, установившему городскую уличную сеть, как одна из 15 улиц, идущих в направлении «восток-запад», с шириной 30 метров, в то время как остальные улицы проектировались шириной в 18 метров.

## С запада на восток
На протяжении 3 км улица проходит сквозь несколько отдельных районов с различными сочетаниями коммерческого, торгового и жилого назначения.
В первом, считая с запада, квартале 57-й улицы у Двенадцатой авеню около берега реки Гудзон, расположено здание VIA 57 West, имеющее форму тетраэдра, спроектированное датским архитектором Бьярке Ингелсом. Отсюда до Десятой авеню идут низкие промышленные постройки, несколько автомобильных салонов и небольшие жилые здания. Большая часть южной стороны квартала между Десятой и Одиннадцатой авеню занята телерадиовещательной сетью CBS Broadcast Center — здесь расположена основная производственная площадка сети на Восточном побережье. Название улицы использовалось CBS в названии своей новостной телепередачи «West 57th» во второй половине 1980-х годов.
От Десятой до Восьмой авеню появляются более крупные жилые здания. Начинаясь на Восьмой авеню и идя на восток сквозь центр Мидтауна, улица застроена крупными коммерческими и жилыми высотными зданиями, такими как Херст-тауэр на юго-западном углу перекрёстка 57-й улицы и Восьмой авеню. Эта часть 57-й улицы — дом для нескольких больших гостиниц, таких как Le Parker Meridien, и широко известных ресторанов, таких как «Русская чайная», расположенных между Седьмой и Шестой авеню, и офисов нескольких журналов, таких как The Economist. На углу между 57-й и Седьмой авеню находится концертный зал Карнеги-холл.
В середине квартала между Седьмой и Шестой авеню оканчивается пешеходная улица под названием Шестая-с-половиной авеню, проходящая с севера на юг.
К востоку от Шестой авеню вдоль улицы располагаются многочисленные магазины роскоши, такие как Van Cleef & Arpels, Tiffany & Co. и Bergdorf Goodman. Магазины, расположенные на пересечении 57-й улицы с Пятой и Мэдисон-авеню, занимают одни из самых дорогих земельных участков в мире.
Коммерческие и торговые здания доминируют на улице вплоть до перекрёстка с Третьей авеню, после которого на улице быстро начинают преобладать большие жилые здания. Начиная отсюда, через свои последние кварталы, ведущие к окончанию на Саттон-плейс, улица сплошь состоит из многоквартирных домов с дворниками, навесами и небольшими коммерческими учреждениями, такими как аптеки, отделения банков и рестораны.
57-я улица заканчивается маленьким парком с видом на Ист-ривер сразу восточнее Саттон-плейс.
Примечательным зданием также является 300 East, спроектированное Эмери Ротом.

## Улица миллиардеров
После постройки One57, 306-метрового жилого дома между Шестой и Седьмой авеню, которое было завершено в 2014 году, было построено и предложено большое количество ультра-роскошных жилых небоскрёбов на участке 57-й улицы, недалеко от южной окраины Центрального парка. Из-за бьющих рекорды цен на апартаменты в этом здании пресса прозвала эту часть 57-й улицы «Улицей миллиардеров». Такие проекты вызывают споры о экономических условиях и политиках зонирования территорий, которые поощряют такие здания, а также о влиянии этих башен на окрестности и тень отбрасываемую ими на Центральный парк.

## Транспорт
Станция метро 57th Street линии Шестой авеню Нью-Йоркского метрополитена располагается на пересечении 57-й улицы и Шестой авеню и круглосуточно обслуживается поездами маршрутов F и <F>. Станция метро 57th Street-Seventh Avenue линии Бродвея, Би-эм-ти находится на 57-й улице и Седьмой авеню, и обслуживается маршрутами N, Q, R и W.
Междугородние автобусные маршруты M57 и M31 делят коридор между Одиннадцатой и Первой авеню. M57 продолжается от Вест-сайд до станции метро 72-я улица, а M31 идёт через Ист-сайд к 92-й улице и Первой авеню через Йорк-авеню.
Несколько автобусных экспресс-маршрутов из Бруклина, Куинса и Статен-Айленда проходят по 57-й улице.

## Достопримечательности
- гостиница Four Seasons между Мэдисон и Парк-авеню.
- Фуллер-билдинг на Мэдисон-авеню: здесь расположены многие художественные галереи.
- магазин часов компании Tourneau[англ.] на Мэдисон-авеню.
- магазин Tiffany & Co. на Пятой авеню.
- Трамп-тауэр
- магазин Bergdorf Goodman на Пятой авеню.
- магазин Ascot Chang на Пятой авеню.
- Ныне не существующий Стейнвей-холл[англ.] на Шестой авеню.
- Карнеги-холл на Седьмой авеню.
- Лига студентов-художников Нью-Йорка между Седьмой авеню и Бродвеем.
- ресторан Русская чайная, к востоку от Карнеги-холла.
- Херст-тауэр на Восьмой авеню.
- CBS Broadcast Center[англ.], от Десятой до Одиннадцатой авеню.
- International Flavors & Fragrances, между Десятой и Одиннадцатой авеню.
- Башня Стейнвей — самый тонкий небоскрёб в мире.

## Магазины
Между Шестой и Парк-авеню расположены магазины:
- Abercrombie & Fitch
- Bergdorf Goodman[англ.]
- Brioni
- Burberry
- Bulgari
- Chanel
- Coach
- Dior Homme[англ.]
- Christian Dior
- Hammacher Schlemmer[англ.]
- Christian Lacroix
- Jacob & Co[англ.]
- Miu Miu
- Montblanc
- Prada
- Rizzoli Bookstore[англ.]
- Yves Saint Laurent
- Tiffany & Co.
- Tourneau
- Turnbull & Asser[англ.]
- Van Cleef & Arpels
- Louis Vuitton

## В литературе
Фрагмент своей жизни, обитая на этой улице, описал Эдуард Вениаминович Лимонов в книгах «История его слуги» и «Дети гламурного рая».